# Nacional AC
Nacional Atlético Clube – brazylijski klub piłkarski z siedzibą w São Paulo, stolicy stanu São Paulo.

## Osiągnięcia
- Mistrz III ligi stanu São Paulo (Campeonato Paulista Série A3) (2): 1994, 2000
- Torneio Início Paulista: 1943

## Historia
Klub założony został 16 lutego 1919 pod początkową nazwą São Paulo Railway Atlético Clube. Założycielami klubu byli pracownicy firmy kolejowej São Paulo Railway Company. W 1936 Nacional stał się członkiem stanowej federacji piłkarskiej Liga Paulista de Futebol i wziął udział w mistrzostwach stanu São Paulo (Campeonato Paulista), plasując się na 9 miejscu.
W 1939 São Paulo Railway zajął w pierwszej lidze stanowej 4 miejsce – tuż za takimi klubami jak Corinthians Paulista, Palestra Itália i Portuguesa.
W 1943 São Paulo Railway zwyciężył w swoim pierwszym turnieju – Torneio Início Paulista.
W 1946 klub zmienił nazwę na Nacional Atlético Clube. Pierwszy mecz po zmianie nazwy klub rozegrał przeciwko zespołowi CR Flamengo, który na Estádio do Pacaembu pokonał Nacional 4:2.
W 1972 i 1988 Nacional zdobył puchar stanu São Paulo w kategorii juniorów, a w 1994 klub wygrał III ligę stanu São Paulo.
W 1995 Nacional wziął udział w rozgrywkach trzeciej ligi brazylijskiej (Campeonato Brasileiro Série C), gdzie odpadł już w pierwszym etapie.
W 1998 klub kolejny raz przystąpił do rozgrywek III ligi brazylijskiej, ponownie kończąc na pierwszym etapie.
W nietypowym sezonie roku 2000 Nacional wziął udział w mocno rozbudowanej pierwszej lidze, której rozgrywki odbyły się pod nazwą Copa João Havelange. Nacional przydzielony został do tzw. Białego Modułu (Modulo Branco), grupującego najsłabsze kluby – stąd często Biały Moduł utożsamiany jest w III ligą. Także i w tych rozgrywkach Nacional odpadł w pierwszym etapie, a w końcowej klasyfikacji turnieju zajął 97 miejsce na 116 uczestników.